# A Walk Among the Tombstones
A Walk Among the Tombstones es una película del 2014 basada en la novela homónima de Lawrence Block. Escrita y dirigida por Scott Frank, está protagonizada por Liam Neeson, Dan Stevens, David Harbour, Brian Bradley y Boyd Holbrook. Se estrenó el 19 de septiembre de 2014.

## Argumento
En 1991, el detective Matt Scudder (Liam Neeson) está en un coche con su compañero. A continuación, entra en un bar y pide una copa. Dos hombres enmascarados vienen luego, y matan al camarero, lo que lleva a Matt a tomar su arma y dispararles. Corre a la calle y dispara, un hombre menos. Uno de los hombres entra a un coche. Matt le dispara al conductor mientras el último hombre huye. Matt le dispara en el muslo y lo sigue bajando unos escalones y lo mata.
Ocho años después, Matt, ahora un alcohólico en recuperación, se encuentra en un restaurante a punto de comer, cuando un drogadicto llamado Peter (Boyd Holbrook), a quien conoce de las reuniones de alcohólicos anónimos, se le acerca y le pide ayuda para su hermano Kenny Kristo (Dan Stevens). Kenny es un traficante de drogas, y su esposa Carrie fue secuestrada y luego asesinada, a pesar de que Kenny pagó la cuota de rescate. Kenny ofrece a Matt 20.000 dólares para encontrar a los secuestradores. Al principio Matt rechaza la oferta, pero al día siguiente Kenny aparece fuera del apartamento de Matt para hablar con él. Al describir los eventos del secuestro de su esposa a través de un flashback, en el que recibe una llamada telefónica de los secuestradores, Kenny trata de regatear el precio del rescate de 1.000.000 dólares a 400.000. Los secuestradores están de acuerdo y después de decir a Kenny, con evasivas, dónde encontrar a su esposa, le dicen que ella está esperando en un coche en Red Hook. Cuando Kenny llega al coche encuentra paquetes que se asemejan a paquetes de droga, pero están en realidad llenos de su mujer desmembrada.
Matt mira en los alrededores de Red Hook para conseguir testigos potenciales, determinando que los secuestradores estuvieron probablemente muy involucrados con la DEA. Toda la gente dice que vio una furgoneta y dos hombres cerca de donde Carrie fue vista por última vez. Cada uno de los testigos da un nombre diferente de lo que está escrito en la furgoneta, ya que los dos hombres la pintan continuamente. Matt va a la biblioteca para encontrar artículos sobre asesinatos similares y lee dos artículos sobre otras víctimas llamadas Marie Gotteskind y Leila Anderssen. Detrás de él hay un chico de la calle llamado TJ (Brian "Astro" Bradley). Matt le pide ayuda con la búsqueda de otros artículos. Juntos, se enteran de que una pierna fue encontrada en un contenedor de basura por un florista, mientras que otras bolsas llenas de las partes del cuerpo estaban en el estanque de un cementerio. Matt va al cementerio para hablar con el jardinero, Jonas Loogan (Olafur Darri Olafsson). Él había reprimido el recuerdo de encontrar a la mujer muerta en todas las bolsas.
Matt va a hablar con el novio de Leila Reuben (Mark Consuelos) en su apartamento y le pregunta acerca de la última vez que vio a Leila. Rubén dice que él fue testigo de que dos hombres la arrastraron a una camioneta, conducida por una tercera persona. Matt también sospecha de que Rubén es un traficante de drogas. Matt mira por la ventana y ve a Jonas salir de un edificio de apartamentos al otro lado de la calle. Va a ese edificio y se encuentra una jaula de palomas y un cobertizo en la parte superior del edificio, la cual pertenece a Jonas. Al entrar ve una página de un libro que estaba escribiendo, junto con imágenes de Rubén y Leila teniendo relaciones sexuales. Jonas admite que él era el conductor cuando él y los dos hombres secuestraron a Leila y le cuenta a Matt que no le gustaba que ella estuviera involucrada en los asuntos de drogas con Rubén, por lo que conspiró con los dos hombres para que se la llevaran lejos de allí y mantenerla a salvo. Sin embargo los dos secuestradores cambian de plan, y la secuestran solo para torturarla, es ahí cuando Jonas huye de la escena. Jonas alimenta sus pájaros y le da un nombre de Matt (Ray) antes de saltar desde el tejado.
Los dos secuestradores, Ray (David Harbour) y Albert (Adam David Thompson), se reúnen  en su casa y al salir de ella, conducen por la calle y encuentra la casa de otro narcotraficante, Yuri Landau (Sebastian Roche). Ellos ven a la hija de Yuri, llamada Lucia (Danielle Rose Russell), paseando a su perro. Tras darse cuenta de que la esposa de Yuri está postrada en cama , Ray decide tomar a Lucía esa noche.
Matt va a una tienda y pregunta al propietario acerca de Marie Gotteskind, el cual le dice que no conoce nada de ella, pero que alguna vez la había visto en un apartamento cerca de ahí. Matt va a dicho apartamento donde es golpeado por el propietario de la tienda y su hijo, ya que al parecer los han acusado en repetidas ocasiones de matarla. Le dicen a Matt que ella era policía y que el hijo del dueño de la tienda estaba enamorado de ella, el cual traficaba con drogas. Al día siguiente, Matt es seguido por un hombre que salía de una furgoneta en la que estaba escrito "East Village Plumbing Supply", similar a la que los secuestradores estaban conduciendo. Matt se entera de que el hombre es un agente de la DEA con sus socios. Toman Matt en una camioneta y lo entrega después de que él les pregunta acerca de Marie y no obtiene respuesta alguna. 
Más tarde esa noche, Matt se da cuenta de que TJ está ingresado debido a una pelea que tuvo. Esa noche, en una conversación con TJ, Matt le explica por qué dejó de ser policía y le revela que durante el tiroteo (de la escena de apertura), una de las balas le da en el ojo a una niña de 7 años de edad, matándola.
Peter encuentra a Matt en la casa de Kenny y lo lleva a la casa de Landau donde los secuestradores están exigiendo un rescate por Lucía. Yuri responde y trata de negociar, pero Matt toma el teléfono y le dice a Ray que no van a conseguir un centavo si Lucía se ve perjudicada. Después, Ray demuestra que Lucía está viva y organizan el encuentro. Matt llama TJ y le pide que vaya a su casa y le mande una caja con Peter. TJ y Peter llevan la caja a la casa de Yuri.
Matt y los demás se van al lugar de encuentro para cumplir con los secuestradores. Después de entregar el dinero, Lucía es devuelta. Albert se da cuenta de que la mayoría falso y le grita a Ray. Matt luego dispara Ray, pero Ray es salvado por su chaleco antibalas. Peter es asesinado por Ray Matt es capaz de disparar a Ray en su costado, hiriéndolo, sin embargo, este y Albert escapan en su camioneta.
Después del tiroteo, se revela que TJ había logrado colarse en la parte trasera de la furgoneta de los secuestradores pudiendo seguirles hasta su casa. Él les da a Matt y a Kenny el nombre de la calle y el número de la casa. En el sótano de su casa Albert mata a Ray estrangulándolo. Él va al piso de arriba para comer cuando Matt, Kenny y TJ entran en la casa. Matt logra inmovilizar a Albert y le dice a Kenny que hay que llamar a la policía, ya que tienen suficientes pruebas para ponerlo tras las rejas, pero Kenny quiere venganza por la muerte de su esposa y hermano, así que Matt lo deja a solas para que haga lo que quiera, sin embargo, después de enviar a TJ a su casa en un taxi, vuelve a la casa y encuentra Kenny muerto. Albert ataca a Matt y luchan por un corto tiempo, antes de que Matt pueda dispararle a Albert en la cabeza.
Matt regresa a casa y mira a TJ durmiendo en el sofá. Él ve un dibujo de TJ representándolo como un superhéroe. Matt se duerme lentamente.

## Elenco
- Liam Neeson como Matthew Scudder.
- Dan Stevens como Kenny Kristo.
- Boyd Holbrook como Peter Kristo.
- Sebastian Roché como Yuri Landau.
- Whitney Able como Denise en AA.
- David Harbour como Ray.
- Adam David Thompson como Albert.
- Ólafur Darri Ólafsson como Jonas Loogan.
- Brian "Astro" Bradley como TJ.
- Eric Nelsen como Howie.
- Laura Birn como Leila Álvarez.

## Desarrollo
Una adaptación de la novela de Lawrence había estado en desarrollo hace años por Scott Frank. En 2002, Harrison Ford iba a protagonizar la película y D. J. Carusso a dirigirla. En mayo de 2012, Liam Neeson firmó para interpretar a Matthew Scudder en la película, con Frank dirigiendo. La filmación empezó en febrero de 2013.
El rodaje comenzó el 3 de marzo de 2013 en Nueva York.
La película estuvo completada el 8 de octubre de 2013. El 18 de octubre de 2013, Block publicó un tuit diciendo que se estrenaría en septiembre de 2014. El 30 de enero de 2014, se anunció que la película se estrenaría el 19 de septiembre de 2014.

## Recepción

### Taquilla
La película se estrenó el 19 de septiembre de 2014. Obtuvo $428,000 desde la noche del jueves de 1,918 cines y $4.7 millones de 2,712 cines durante su día de estreno.

### Críticas
La película recibió críticas positivas. En Rotten Tonmatoes, tiene un 65%, basado en 143 críticas, con un puntaje de 6.2 sobre 10. En Metacritic, la película tiene un 57 sobre 100.